# Verónica G. Arredondo
Verónica González Arredondo, nombre artístico de Verónica G. Arredondo (Guanajuato, 1984) es una escritora, investigadora y gestora cultural mexicana.

## Trayectoria
Estudió la Licenciatura en Letras por la Universidad Autónoma de Querétaro y la Licenciatura en Filosofía por la Universidad Autónoma de Zacatecas (UAZ), misma en la que realizó una maestría en Filosofía e Historia de las Ideas. Es egresada del doctorado en Artes en la Universidad de Guanajuato.

## Obra
Su primer libro fue Ese cuerpo no soy (2014), un poemario sobre la violencia en México. En ese mismo año se publicó Verde fuego de espíritus, que reúne 49 poemas breves que evocan la estética oriental, el haiku y la poesía china por su condensación de la imagen. En 2018 su primera obra fue traducida al francés: Je ne suis pas ce corps (traducción al francés de Élise Person) y publicada por RAZ Éditions.
Su siguiente libro fue Damas errantes, publicado en 2019; es una obra de poesía con formato de libro de artista, beneficiado por el Programa de Ediciones 2019 del Instituto Zacatecano de Cultura. En esta obra se cuenta, desde la escritura, del cuerpo de la mujer, la relación con la naturaleza, la magia y todos los elementos que esto conlleva.
Además de su obra de poesía, se encuentra el ensayo Voracidad, grito y belleza animal (2014), que fue originalmente su tesis de maestría en Filosofía e Historia de las Ideas. Este ensayo retrata la relación entre las obras de Alejandra Pizarnik e Isadore Ducasse, conde de Lautréamont.
Parte de su obra poética ha sido traducida también al italiano y portugués, y ha sido incluida en diferentes antologías. Sus poemas han aparecido en el Periódico de Poesía de la UNAM, Nexos, Tierra Adentro, entre otras revistas. Ha participado en encuentros literarios dentro y fuera de México.

## Reconocimientos
Por su trayectoria ha recibido los siguientes reconocimientos:
- Premio Nacional de Poesía Ramón López Velarde en 2014 por su obra Ese cuerpo no soy.[3]
- Premio Dolores Castro de Poesía, Narrativa y Ensayo en 2014 por su libro Verde fuego de espíritus.[10]
- Becaria del Fondo Nacional para la Cultura y las Artes (FONCA) en la categoría de Jóvenes Creadores 2017-2018.
- Beneficiaria del Programa de Estímulos a la Creación y al Desarrollo Artístico (PECDA) en Zacatecas, en la categoría Creadores con Trayectoria 2019.[11]
- Obtuvo el premio 2020 Pub House Press international chapbook competition de Québec por la traducción de su libro I am not that body (Ese cuerpo no soy), de Allison A. deFreese.[11]